# Église Saint-Pierre-et-Saint-Paul de Chânes
L'église Saint-Pierre-et-Saint-Paul est une église romane située sur le territoire de la commune de Chânes, dans le département français de Saône-et-Loire en région Bourgogne-Franche-Comté. 
Elle relève de la paroisse Notre-Dame-des-Vignes en Sud-Mâconnais (La Chapelle-de-Guinchay).

## Historique
L'église, édifice roman des XIe et XIIe siècles, a récemment été restauré par la commune avec le soutien de l'Association pour la restauration de l'église de Chânes (APREC), association fondée le 12 octobre 1995.
Son clocher abrite une cloche fondue en 1689.
L'une de ses plus anciennes représentations est un dessin réalisé en 1860 par Rousselot, inspecteur des Forêts (volume conservé à l'Académie de Mâcon).

## Architecture
L'église est à nef unique, avec chapelle funéraire adjointe à gauche au XVIIIe siècle.
Au XIXe siècle, une chapelle et une sacristie sont ajoutées.
Dans le cul-de-four, une peinture murale retrace Le Christ envoyant Saint Paul et saint Pierre en mission, œuvre de l'artiste Édouard Krug.

## Culte
Édifice consacré du diocèse d'Autun relevant de la paroisse Notre-Dame-des-Vignes en Sud-Mâconnais (La Chapelle-de-Guinchay) – qui en est affectataire au titre de la loi de 1905 –, l'église de Chânes est, plusieurs siècles après sa construction, un lieu de culte catholique. 